# Минимално свесно стање
Минимално свесно стање (акроним MCS од енгл. речи minimally conscious state) је поремећај свести у коме пацијенти показују минималне, али сигурне знаке постојања садржаја свести о себи и свету око себе.

## Историја
Пре средине 1990-их, недостајало је оперативних дефиниција доступних клиничарима и истраживачима које би водиле диференцијалну дијагнозу међу поремећајима свести. Као резултат тога, пацијенти су сврстани у широке категорије често на основу тежине инвалидитета (нпр. умерен, тежак, изузетно тежак). Тако да су ове дијагнозе постављене без обзира на значајне разлике у понашању и патолошким карактеристикама. 
У трогодишњем периоду од 1994. до 1996. године објављена су три става у вези са дијагностичким критеријумима поремећаја свести: 
- Медицински аспекти перзистентног вегетативног стања -  које је 1994. гоцдине објавила Америчка академија за неурологију (ААН)
- Препоруке за употребу јединствене номенклатуре која се односи на пацијенте са тешким променама свести -  које је 1995. године објавио Амерички конгрес рехабилитационе медицине (АКРМ)

- Сажетак извештаја међународна радна група за управљање вегетативним стањем, објављен  1996. године од Групе међународних делегата из неурологије, рехабилитације, неурохирургије и неуропсихологија.

Међутим, пошто су дијагностички критеријуми објављени независно један од другог, коначне препоруке су се у великој мери разликовале једна од друге. Како би се уједначили критеријуми Аспен неуробихевиорална радна група сазвана је да истражи основне узроке ових диспаритета. На крају, Аспен радна група је дала изјаву о консензусу у вези са дефиницијама и дијагностичким критеријумима поремећаја свести који укључују вегетативно стање (ВС) и стање минималне свести (MCS).

## Патофизиологија

### Неуроимиџнг
Пошто је стање минималне свести релативно нов критеријум за дијагнозу, постоји врло мало функционалних студија имиџинга пацијената са овим стањем. Прелиминарни подаци су показали да је укупни мождани метаболизам мањи него код оних са свесном свешћу (20–40% од нормалног) и нешто виши, али упоредив са онима у вегетативним стањима. Активација у медијалном паријеталном кортексу и суседном задњем цингулатном кортексу су региони мозга који изгледа да се разликују између пацијената са MCS и оних из вегетативних стања. Ова подручја су најактивнија током периода свесног буђења, а најмање су активна када су у измењеним стањима свести, као што су општа анестезија, пропофол, хипнотичко стање, деменција и Верницке-Корсакофф синдром. Аудитивна стимулација је изазвала распрострањеније активације у примарним и пре-фронталним асоцијативним подручјима пацијената са MCS него код пацијената са вегетативним стањем. Такође је било више кортиокортикалне функционалне повезаности између слушног кортекса и велике мреже темпоралних и префронталних кортекса у MCS него код вегетативних стања. Ови налази подстичу третмане засноване на терапијским стратегијама неуромодулаторне и когнитивне ревалидације за пацијенте са MCS.
Укупан церебрални метаболизам у мировању различитих стања мозга.
Нивои узбуђења различитих стања мозга.
Једна студија је користила дифузионо тензорско снимање (ДТИ) у две студије случаја. Открили су да постоји широко распрострањена церебрална атрофија код оба пацијента. Бочне коморе су повећане у величини, а корпус калозум и перивентрикуларна бела материја су смањени. ДТИ мапе су показале да је дошло до значајног смањења запремине медијалног корпуса калозума и других делова мозга у поређењу са нормалним субјектима. Такође су открили значајно ниже вредности дифузије у белој материји и повећане делове церебралне кичмене течности. Кортикалне повреде на овом нивоу обезбеђују посебно повољно окружење за појаву ницања нових аксона у нетакнутим деловима кортекса, што може објаснити неке од већих стопа опоравка код пацијената у стању минималне свести. Поновни раст аксона је у корелацији са функционалним опоравком мотора. Поновни раст и преусмеравање аксона могу објаснити неке од промена у структури мозга. Ови налази подржавају напоре да се проспективно и лонгитудинално карактерише неуропластичност и у структури и функцији мозга након тешких повреда. Коришћење ДТИ и других техника неуроимаџинга може додатно бацити светло на дебате о кортикалним режикама на велике удаљености и може довести до бољих стратегија рехабилитације.
Неке области мозга које су у корелацији са субјективним искуством бола биле су активиране код пацијената са MCS када је била присутна штетна стимулација. Позитронска емисиона томографија (ПЕТ) открила је повећан проток крви у секундарни сензорни кортекс, задњи паријетални кортекс, премоторни кортекс и горњи темпорални кортекс. Образац активације је, међутим, био у мањем просторном обиму. Неки делови мозга су били мање активирани од нормалних пацијената током обраде штетних стимулуса. То су били задњи цингулат, медијални префронтални кортекс и окципитални кортекс. Иако функционално снимање мозга може објективно да мери промене у функцији мозга током штетне стимулације, улога различитих области мозга у обради бола је само делимично схваћена. Штавише, још увек постоји проблем субјективног искуства. Пацијенти са MCS по дефиницији не могу доследно и поуздано да пренесу своја искуства. Чак и када би могли да одговоре на питање „да ли те боли?“, не би било поузданог одговора. У том смислу потребна су даља клиничка испитивања да би се приступило адекватној употреби аналгезије код пацијената са MCS.

### Преостала језичка функција
Студија функционалне магнетне резонантне томографије (фМРТ) открила је да су пацијенти са минимално свесним стањем показали активацију у слушним мрежама када су чули наративе који су имали лично значајан садржај који је унапред прочитао познати глас. Ове активације нису виђене када су наративи читани уназад.
Друга студија је упоређивала пацијенте у вегетативном стању и стање минималне свести у њиховој способности да препознају језик. Открили су да су неки пацијенти у стању минималне свести показали неке доказе очуване обраде говора. Било је више активирања као одговор на реченице у поређењу са белим шумом.

## Дијагноза
Према предлогу Аспенске радне групе за дијагнозу минималног свесног стања мора бити испуњен један или више ових критеријума, по којима болесник:
- прати једноставне наредбе
- покретима или вербално може изразима „одговори” са „да” или „не” (одговор не мора бити тачан)
- има разумљиву вербализацију,
- показује вољне, поновљиве, одговарајуће и наменске реaкције на видне, слушне и механичке надражаје. Примери: 
Смех или плач који се јаве као одговарајуће одговор на надражај емотивног садржаја, али не и на надражаје неутралног садржаја.
Вокализације или изрази који се јаве као одговор на садржај постављеног питања.
Пружање према објектима у близини самог болесника.
Држање или додиривање објеката на начин који је у складу са њиховим обликом и величином.
Болесник може очима да пратити предмет који се креће што је често први знак преласка из вегетативног стања у минимално свесно стање или може погледом фиксирати предмет који му се покаже.
Локализација болног надражаја.

## Подела
Минимално свесно стање дели се на  минимално свесно стање плус (MCS+) и минимално свесно стање минус (MCS-) тависно од сложености понашања која болесник показује.
MCS+ стање свести
Болесници у категорији MCS+ могу реаговати на једноставне наредбе, могу покретима или вербално изразити одовор „да” или „не” и показују разумљиву вербализацију.
MCS- стање свести
Код болесника у категорији MCS-  стања свести нису пристне карактеристике  MCS+ већ он само показују вољне, поновљиве, одговарајуће рекације на видне, слушне и механичке надражаје.

## Излазак из минимално свесног стања
Минимално свесно стање може да траје годинама. Трајање дуже од 12 месеци повезано је са лошијим исходом.
Критеријуми изласка из минимално свесног стања, према аспенској радној групи, су, минимално једна од следећих реакција:
Функционална комуникација
Ово стање се се потврђује тачним одговором са „да“ или „не“ на 6 тест питања.  (нпр.  „Да ли стојите?“, „Показујем ли прстом према прозору?“). 
Тестирање се понавља два пута 
Функционална употреба предмета
Функционална употреба предмета се потврђује адекватном употребом два предмета (нпр  болесник оловку приноси папиру, а зубну четкицу устима). 
Тестирање се понавља два пута

## Етичка питања

### Право на учешће у истраживањима
Једно од главних етичких питања која укључује пацијенте са озбиљним оштећењима мозга је њихова неспособност за комуникацију. По дефиницији, пацијенти који су без свести или су минимално свесни нису у стању да дају сагласност  за учешће у клиничким истраживањима. Типични захтев за одобрење добијају чланови породице или законски заступници. Немогућност добијања сагласности довела је до тога да су многим истраживањима одбијени грантови, од стране етичког одбора или објављивање публикација о истраживањима. Ово доводи до тога да се пацијенти у овим условима може ускрати терапија у истраживању која им може спасити живот.

### Право на смрт
Право на смрт код пацијената са тешким когнитивним оштећењима развило се током времена због њиховог тешког неуролошког стања и уочене бескорисности наставка лечења. У прошлости се о таквим случајевима интензивно расправљало, као нпр. у случајевима код којих је дијагностиковано дуготрајно вегетативно стање. 
У случају минимално свесних државних пацијената, они нису ни трајно у несвести нити су нужно безнадежно оштећени. Стога ови пацијенти захтевају додатну процену.  С једне стране, неки тврде да бројне интервенције код неких пацијената могу нарушити моралну обавезу „права на смрт“. Супротно томе, такође постоји бојазан да људи могу повезати ставове са особама са вишим функционисањем у минимално свесном стању са људима у упорном вегетативном стању, смањујући тако вредност њихових живота.

### Регулација терапијског нихилизма
Тренутно аверзија према ризику доминира етичким пејзажом када истраживања укључују оне са оштећеним способностима одлучивања.  Страхови од терапијског авантуризма довели су до несразмерног гледишта о потцењивању потенцијалних користи и прецењивању ризика.. Стога је препознавање ове несразмере важно за сагледавање правог баланса између заштите угрожених популација и  сагласност за потенцијална повратна клиничка испитивања.

## Терапија
Тренутно нема коначних доказа који подржавају промену тока опоравка минимално свесног стања. Тренутно је у току више клиничких испитивања која истражују потенцијалне третмане. У једној студији случаја, стимулација таламуса применом дубоке стимулације мозга (ДБС) довела је до неких побољшања у понашању. Пацијент је био 38-годишњи мушкарац који је остао у минимално свесном стању након тешке трауматичне повреде мозга. Није реаговао на доследно праћење команде или способност комуникације и остао је невербалан током две године у стационарној рехабилитацији. Снимци фМРИ показале су очување велике, бихемисферне мреже церебралних лингула, што указује на могућност постојања даљег опоравка. Позитронска емисиона томографија показала је да су глобални нивои церебралног метаболизма пацијента били знатно смањени. Применом ДБС-у су му уграђене електроде обострано у централни таламус. Прецизније, ДБС електроде циљале су предња интраламинарна језгра таламуса и суседне параламинарне регионе језгра таламичне асоцијације. Обе електроде су биле смештене у централном бочном језгру, параламинарним регионима средње дорзалиса и задњем-медијалном аспекту центромедијанског / парафасицуларис језгрског комплекса. То је омогућило максимално покривање таламичних тела. ДБС стимулација је спроведена тако да је пацијент био изложен различитим обрасцима стимулације како би се идентификовале оптималне реакције у понашању. Отприлике 140 дана након почетка стимулације појавиле су се квалитативне промене у понашању. Било је дужих периода отварања ока и повећаних одговора на командне стимулусе, као и већих резултата на скали за опоравак коме ЈФК (ЦРС). Такође је примећена употреба функционалних објеката и разумљива вербализација. Уочена побољшања у нивоу узбуђења, моторичке контроле и доследности понашања могу бити резултат директне активације фронталних кортикалних и базалних система ганглија које су инервирали неурони у језгрима таламичке асоцијације. Ови неурони делују као кључни комуникацијски релеј и чине пут између система узбуђења можданог дебла и региона фронталног режња. Овај пут је пресудан за многе извршне функције као што су радна меморија, регулација напора, селективна пажња и фокус.
У другој студији приказан је случај 50-годишње жене која је имала симптоме у складу са минимално свесно стање, примена золпидема, седативног хипнотичког лека, значајно је побољшала стање пацијента. Без лечења, пацијент је показивао знаке мутизма, атетоидне покрете екстремитета и потпуну зависност за сву личну негу. 45 минута након примене 5 до 10 мг золпидема, пацијент је прекинуо атетоидне покрете, повратио способност говора и био је у могућности да се самостално храни. Ефекат је трајао 3-4 сата . Ефекти су се понављали свакодневно. ПЕТ скенирања показала су да је након примене золпидема забележен пораст протока крви у деловима мозга у близини оштећених ткива или удаљених од њих. У овом случају, ова подручја су били ипсилатералне мождане хемисфере и мали мозак. Сматра се да је место повреде инхибирало места повреде помоћу механизма посредовања ГАБА, а инхибицију је модификовао золпидем, који је ГАБА агонист. Чињеница да је золпидем седативни лек који изазива сан код нормалних људи, али изазива узбуђење код пацијента са МЦС, је парадоксална. Механизми зашто се овај ефекат јавља нису потпуно јасни.
Постоје недавни докази да транскранијална стимулација једносмерном струјом (тДЦС), техника која снабдева малу електричну струју у мозгу неинвазивним електродама, може побољшати клиничко стање пацијената са минимално свеснјм стањем. У једној студији са 10 пацијената са поремећајима свести (7 код ВС, 3 код минимално свесног стања), тДЦС је примењиван 20 минута сваког дана током 10 дана и показао је клиничко побољшање код сва 3 пацијента који су били у минимално свесном стању, али не и код оних са ВС. Ови резултати су остали праћени 12 месеци. Двоје пацијената са минимално свесним стањем којима је мозак повређен мање од 12 месеци повратили су свест у наредним месецима. Један од ових пацијената је примио други круг тДЦС третмана 4 месеца након његовог почетног лечења, показао је даљи опоравак и изникао у свести, без промене клиничког статуса између два третмана.
Штавише, у лажно контролисаној, двоструко слепој унакрсној студији, показало се да непосредни ефекти једне сесије тДЦС привремено побољшавају клинички статус 13 од 30 пацијената са минимално свесним стањем, али не и код оних са ВС.

### Етичко разматрање
Људи који доживљавају минимално стање свести  се генерално у оквирима инвалидитета сматрају фиксним, хроничним и иреверзибилним инвалидима, што оправдава основну негу као и специфично дуготрајно лечење.
Др Ксавијер Дукрок, медицински саветник родитеља Винцента Ламберта за неурологију, позивајући се на циркулар од 3. маја 2002. године, објаснио је у часопсису једног од главних француских удружења која се бори против еутаназије и абортуса, врсту неге коју треба применити код ових болесника „ у контексту продужене неге која захтева стално праћење као и континуирану негу техничке природе”. Према речима овог истог доктора, „неопходне су законске промене да би се успоставила ова нова категорија неге“ . Такође прецизира да се за ове „људе не може сматрати да су они у ситуацији која се дешава на крају живота.“  